# Ombrana sikimensis
Ombrana sikimensis är en groddjursart som först beskrevs av Jerdon 1870.  Ombrana sikimensis ingår i släktet Ombrana och familjen Dicroglossidae. IUCN kategoriserar arten globalt som livskraftig. Inga underarter finns listade i Catalogue of Life.